# Île Sa Mesalonga
L'Île Sa Mesalonga (en italien Isola Sa Mesalonga) est une île italienne rattachée administrativement à San Vero Milis, commune de la province d'Oristano, en Sardaigne.

## Description
Sa Mesalonga, qui signifie « Longue table », est une plateforme rocheuse inhabitée située à une centaine de mètres de la côte sarde, entre le cap Mannu et la pointe Su Pallosu,.